# Bitzistock
Bitzistock är en bergstopp i Schweiz.   Den ligger i distriktet Nidwalden och kantonen Nidwalden, i den centrala delen av landet, 70 km öster om huvudstaden Bern. Toppen på Bitzistock är 1 895 meter över havet, eller 131 meter över den omgivande terrängen. Bredden vid basen är 1,4 km.
Terrängen runt Bitzistock är mycket bergig. Närmaste större samhälle är Engelberg, 2,5 km norr om Bitzistock. 
Trakten runt Bitzistock består i huvudsak av gräsmarker. Runt Bitzistock är det mycket glesbefolkat, med 3 invånare per kvadratkilometer.